# Bis(cyclooctatétraène)fer
Le bis(cyclooctatétraène)fer est un composé organofer sandwich de formule chimique (η4-C8H8)Fe(η6-C8H8), souvent abrégée Fe(COT)2. Il se présente sous la forme d'un solide noir cristallisé dans le système monoclinique, groupe d'espace Cc (no 9) ou C2/c (no 15), avec les paramètres a = 1 513 pm, b = 1 068 pm, c = 1 398 pm, α = 90°, β = 99,5°, γ = 90° et Z = 12. L'analyse d'un monocristal par cristallographie aux rayons X a révélé que les deux cycles cyclooctatétraène se lient différemment au fer : l'un se lie par des liaisons haptiques à deux doubles liaisons adjacentes, de manière semblable au complexe (η4-C8H8)Fe(CO)3, tandis que l'autre se lie au fer par trois doubles liaisons, de manière semblable au complexe (η6-C8H8)Mo(CO)3, la double liaison non coordonnée ayant la longueur d'une double liaison ordinaire. Les deux plans formés par les atomes de carbone 1,2,7,8 et 3,4,5,6,7 de l'unité cyclooctatétraène liée par une liaison η4 forment un angle dièdre de 33°.

## Propriétés et réactions
Le Fe(COT)2 est un solide noir sensible à l'air qui se dissout dans l'éther diéthylique et les hydrocarbures aromatiques. Il se décompose en solution après quelques jours, même sous atmosphère inerte. C'est, en solution, une molécule fluxionnelle (en), de sorte que sa RMN du proton donne un singulet à température ambiante. On ne lui connaît pas d'application pratique mais il a été étudié comme possible source de fer(0).
La synthèse de Fe(COT)2 met en œuvre la réduction du tris-acétylacétonate de fer(III) Fe(C5H7O2)3 par le triéthylaluminium (C2H5)6Al2 en présence de 1,3,5,7-cycloctatétraène sous atmosphère contrôlée (rampe à vide) :
2 Fe(C5H7O2)3 + 4 C8H8 + 3 (C2H5)6Al2 ⟶ 2 (η4-C8H8)Fe(η6-C8H8) + 6 (C2H5)2Al(C5H7O2) + 3 C2H4 + 3 C2H6.